# Izaak van der Horst
Izaak van der Horst (Aarlanderveen, 4 maart 1909 – Vught, 4 september 1944) was een Nederlandse verzetsstrijder tijdens de Tweede Wereldoorlog. 
In het dagelijks leven was hij notarisklerk, in het verzet was hij onder meer penningmeester van de LKP. Op 14 juni 1944 werd hij op het station van Zwolle gearresteerd. Hij werd vanuit het Oranjehotel naar Vught overgebracht en daar opgesloten in de bunker. Hij werd onder anderen met Leendert Marinus Valstar en Jacques de Weert in Vught gefusilleerd. 
Bij Koninklijk Besluit van 7 mei 1946, nr. 17, ontving hij postuum het Verzetskruis 1940-1945.